# Elecciones federales de Alemania Occidental de 1983
Las elecciones federales de 1983 se llevaron a cabo el domingo 6 de marzo de 1983 para elegir a los miembros del Bundestag de la Alemania occidental. Los comicios reforzaron la posición de Helmut Kohl como canciller, apuntalando su posición durante los siguientes años.

## Resultados
Los resultados fueron:
| Partido               | Partido                         | Lista de partido | Porcentaje de votos | Porcentaje de votos | Total de escaños | Total de escaños |
| --------------------- | ------------------------------- | ---------------- | ------------------- | ------------------- | ---------------- | ---------------- |
|                       | Partido Socialdemócrata (SPD)   | 14.865.807       | 38,2%               | -4,7%               | 202              | -26              |
|                       | Unión Demócrata Cristiana (CDU) | 14.857.680       | 38,1%               | +3,9%               | 202              | +17              |
|                       | Unión Social Cristiana (CSU)    | 4.140.865        | 10,6%               | +0,3%               | 53               | +1               |
|                       | Partido Demócrata Libre (FDP)   | 2.706.942        | 6,9%                | -3,7%               | 35               | -19              |
|                       | Los Verdes                      | 2.167.431        | 5,6%                | +4,1%               | 28               | +28              |
|                       | Otros partidos                  | 201.962          | 0,5%                |                     | 0                | -                |
| Votos nulos/en blanco | Votos nulos/en blanco           | 338.841          | -                   | -                   | -                | -                |
| Totales               | Totales                         | 39.279.529       | 100,0%              |                     | 498              | +1               |

Notas
Es importante señalar que hubo veintidós miembros del parlamento (9 SPD, 11 CDU, 1 FDP, 1 AL) en representación del Berlín Oeste que no habían sido elegidos directamente, pero que fueron enviados por el parlamento berlinés en representación de la ciudad. Todo esto se debía a la situación especial que existía por el estatus político de la antigua capital alemana y los acuerdos de las cuatro potencias aliadas tras la Segunda Guerra Mundial. A pesar de su presencia en el Bundestag, los delegados berlineses no podían participar en las votaciones del parlamento.

## Post-elección
La coalición del bloque CDU/CSU y el FDP regresa al poder con Helmut Kohl como Canciller. Esta fue la primera elección en que los verdes obtuvieron representación en el parlamento.